# Rối loạn thách thức chống đối
Rối loạn thách thức chống đối (tiếng Anh: Oppositional defiant disorder hay còn được viết tắt là ODD) được định nghĩa là "một dạng tâm trạng tức giận/cáu kỉnh, thích tranh cãi/chống đối hoặc thù hận" và được liệt kê trong mục Rối loạn hành vi, rối loạn kiểm soát xung động và gây rối của Cẩm nang Chẩn đoán và Thống kê Rối loạn Tâm thần. Những hành vi nói trên thường nhằm vào những bạn bè đồng trang lứa, bố mẹ, giáo viên và các nhân vật có uy quyền khác. Không giống như chứng rối loạn cư xử (CD), những người mắc ODD không gây gổ hoặc thù nghịch với người hoặc động vật, không phá hoại tài sản và cũng không có biểu hiện trộm cắp hoặc lừa đảo. Căn bệnh này có một vài mối liên kết nhất định đến chứng rối loạn tăng động giảm chú ý (ADHD). Nghĩa là, có đến một nửa số trẻ mắc hội chứng ODD cũng sẽ được chẩn đoán mắc chứng ADHD.

## Lịch sử
Rối loạn thách thức chống đối được định nghĩa lần đầu trong cuốn Cẩm nang Chẩn đoán và Thống kê Rối loạn Tâm thần phiên bản thứ ba (1980). Kể từ khi ODD được giới thiệu là một hội chứng rối loạn độc lập, các nghiên cứu và thí nghiệm với mục đích cung cấp định nghĩa về hội chứng này đã được thực hiện và đối tượng của thí nghiệm hầu hết là nam giới. Một số chuyên viên lâm sàng cũng đã tranh luận về việc liệu các tiêu chí chẩn đoán có phù hợp về mặt lâm sàng để áp dụng cho phụ nữ hay không. Một số người cũng thắc mắc liệu có nên tách bạch các tiêu chí riêng ra cho từng nhóm giới tính khác nhau hay không. Ngoài ra, một số chuyên gia cũng đặt câu hỏi về việc ngăn ngừa chứng ODD khi hội chứng này xảy ra. Theo Dickstein, DSM-5 đã nỗ lực nhằm:
"tái xác định chứng ODD bằng cách làm nổi bật một 'kiểu mẫu dai dẳng về tâm trạng giận dữ và cáu kỉnh cùng với hành vi thù oán', thay vì chỉ tập trung vào hành vi tiêu cực, thù địch và thách thức của DSM-IV'. Mặc dù DSM-IV có ngụ ý, tuy vậy nó lại không đề cập đến tính cáu kỉnh, nhưng DSM-V lại bao gồm ba nhóm triệu chứng, một trong số đó là 'tâm trạng tức giận/cáu kỉnh' - được định nghĩa là 'mất bình tĩnh, dễ xúc động/dễ bị khó chịu và tức giận bởi người khác/phẫn uất.' Điều này cho thấy rằng quá trình nghiên cứu liên quan đến lâm sàng thúc đẩy quá trình phân loại bệnh và ngược lại, qua đó đảm bảo mang lại nhiều sự hiểu biết hơn về chứng ODD trong tương lai".